# Arredondo (Kantabrien)
Arredondo ist eine Gemeinde in der spanischen Autonomen Region Kantabrien. Ihr Territorium, das von den Flüssen Asón und Bustablado durchzogen wird, besteht aus 10 kleinen Siedlungen, von denen die Hauptstadt Arredondo, die der Gemeinde ihren Namen gibt, 45 km von Santander entfernt ist. Das Gebiet verfügt über mehr als 250 unterirdische Höhlen. 

## Orte
- Alisas
- Arredondo (Hauptort)
- Asón
- El Avellanal
- La Iglesia
- Rocías
- La Roza
- Socueva
- Tabladillo
- Val del Asón

## Bevölkerungsentwicklung
| 1842 | 1900 | 1950 | 1981 | 1991 | 2001 | 2011 |
| ---- | ---- | ---- | ---- | ---- | ---- | ---- |
| 917  | 1591 | 1379 | 809  | 743  | 585  | 519  |

## Wirtschaft
Die lokale Wirtschaft basiert auf Landwirtschaft, Viehzucht und Tourismus.